# Смелые люди
«Сме́лые лю́ди» — советский художественный фильм о Великой Отечественной войне, поставленный в 1950 году режиссёром Константином Юдиным.
Лидер советского кинопроката 1950 года — 41,2 миллиона зрителей.

## Сюжет
СССР, довоенные годы. Работники конезавода: молодой Василий Говорухин и пожилой Константин Сергеевич Воронов выхаживают новорождённого жеребёнка Буяна, от Бунчука и Ясной, его мать умерла при рождении. Жеребёнок, встав на ноги, выходит во двор и присасывается к подошедшей ослице. В дальнейшем он вырастает в отличного коня. 1939 год. На конезавод приезжает новый тренер, Вадим Николаевич Белецкий. Он ухаживает за внучкой Воронова Надей, которая нравится Говорухину. Белецкий объезжает молодых жеребцов, но Буян два раза сбрасывает его на землю. На третий раз Белецкий избивает жеребца хлыстом, но тот снова сбрасывает тренера. Возмущённый Говорухин не соглашается с решением Белецкого отправить Буяна обратно в табун. Говорухин значительно сбрасывает вес, доводя его до оптимального веса жокея, и в первых же соревнованиях верхом на Буяне побивает Белецкого. В последующие два года Говорухин выигрывает скачки за скачками, Буян становится чемпионом породы.
Приходит 1941 год. Немецкие бомбы поджигают конезавод. Конюхи спешно выводят лошадей. Белецкий выносит своё английское седло и … запирает Буяна в стойле. Говорухин буквально в последнюю секунду успевает выскочить из конюшни с Буяном. Фронт приближается вплотную. Директор конезавода получает приказ эвакуировать лошадей, а больных пристрелить, в том числе старого Бунчука. Недовольный таким решением, Воронов просит партийного главу Кожина разрешения остаться в городе с Бунчуком и под видом извозчика участвовать в деятельности подполья. Надя, освоившая немецкий язык, также остаётся.
Рабочие уводят лошадей трудным путём через горы. На ночь они останавливаются у Голубого озера. Говорухин замечает, что Белецкий тайком покидает лагерь, выходит в поле, раскладывает три кострища и, ругаясь по-немецки, пытается зажечь спички. Говорухин приводит Белецкого к директору. На допросе Белецкий внезапно пытается убежать, но, понимая безнадёжность своего положения, рассказывает, что хотел подать сигнал парашютному десанту. Работники связывают Белецкого, разжигают три костра на плотах, посреди озера и стреляют в попавших в ловушку парашютистов. Сторож Белецкого дядя Семён спешит на выручку бойцам и Белецкого освобождает парашютист, приземлившийся в стороне. Белецкий убивает другого сторожа и уходит от погони на лошади. Он хладнокровно пристреливает своего спасителя-парашютиста и преследовавшего его Говорухина. Буяну удаётся взвалить бесчувственного Говорухина на спину и довезти его до деревни. Через несколько месяцев туда приходят немцы и угоняют Буяна. Рискуя жизнью, Говорухин пробирается в немецкий лагерь, спасает своего друга и уходит в партизанский отряд Кожина. Белецкий, оказавшийся офицером немецкой разведки Отто-Генрихом Фуксом, встречает в городе Надю и приказывает арестовать её, понимая, что она работает на подполье.
Немцы готовятся к эвакуации. Партизаны решают заминировать туннель, по которому пойдёт немецкий поезд. Однако Фукс (Белецкий) решает прицепить к поезду три вагона с советскими женщинами. Загнав Бунчука, Воронов успевает привести эту весть партизанам. Кожин понимает, что уже слишком поздно, но посылает Говорухина на Буяне отменить взрыв. Говорухин не успевает и вместо этого догоняет поезд, убивает часового и отцепляет три вагона, спасая женщин и Надю. Фукс и немцы гибнут от взрыва.
После войны Говорухин верхом на Буреломе, сыне Буяна и Резеды, выигрывает скачки на кубок Победы.

## В ролях
- Сергей Гурзо — Василий Терентьевич Говорухин, работник конного завода
- Алексей Грибов — Константин Сергеевич Воронов, дедушка Нади, старший тренер конного завода
- Тамара Чернова — Надежда Петровна Воронова
- Олег Солюс — тренер конного завода Вадим Николаевич Белецкий, он же немецкий разведчик Отто Фукс
- Николай Мордвинов — Кожин, партийный работник, командир партизанского отряда
- Владимир Дорофеев — Капитон Капитонович, ветеринар
- Капан Бадыров — Хаким, партизан
- Сергей Бобров — Прохор Ильич, директор конного завода
- Олег Потоцкий — Коля Девяткин
- Георгий Гумилевский — дядя Степан, табунщик
- Виктор Проклов — табунщик
- Семён Свашенко — табунщик
- Ростислав Плятт — фон Швальбе, немецкий офицер
- Григорий Шпигель — Шульце, денщик немецкого офицера
- В конно-спортивных съёмках участвуют артисты труппы Али-Бек Кантемирова

Не указаны в титрах
- Александр Гречаный — табунщик
- Иван Кузнецов — Шувалов, табунщик
- Константин Старостин — Старостин, табунщик
- Елизавета Кузюрина — молочница
- Эммануил Геллер — заведующий тиром / старик на приёме у Кожина
- Нина Гребешкова — школьница на выпускном балу, подруга Нади
- О. Смирнов — руководитель эвакуации
- Николай Бриллинг — руководитель десантной группы
- А. И. Карасёв — немецкий парашютист, бывший кавалерист
- Виктор Кулаков — пьяный немецкий офицер
- Инна Фёдорова — цветочница
- Георгий Милляр — немец с губной гармошкой
- Павел Винник — Серёжа, партизан-подрывник
- Фёдор Селезнёв — машинист
- Л. Матвеенко — пленная девушка
- Александра Харитонова — пленная девушка в товарном вагоне
- Людмила Крашенинникова — пленная девушка
- Леонид Кмит — судья на скачках
- Евгений Моргунов — эпизод
- Татьяна Никулина — всадница, выпрыгивающая на лошади из дома[1]
- Ростислав Ивицкий — Филиппыч
- Серафима Холина — эпизод

## Съёмочная группа
- Авторы сценария:
  - Михаил Вольпин
  - Николай Эрдман
- Режиссёр: Константин Юдин
- Оператор: Игорь Гелейн
- Художники:
  - Михаил Богданов
  - Геннадий Мясников
  - Евгений Свидетелев
- Композитор: Антонио Спадавеккиа
- Монтажёр: Лев Фелонов

## Производство
Фильм снимался в пос. Новотерском, Минераловодского р-на, Ставропольского края.
На роль трусливого немца Шульце в 1949 году пробовался молодой Юрий Никулин, но он не был утверждён, и его кинематографический дебют не состоялся.[значимость факта?] В эпизоде фильма снялась будущая жена Никулина — Татьяна Покровская, занимавшаяся конным спортом, которая исполнила верховой трюк.

## Прокат
Премьера фильма в СССР состоялась 7 сентября 1950 года.
В кинопрокат вышли как цветные, так и чёрно-белые копии фильма.
Фильм стал лидером проката 1950 года, собрав у экранов 41,2 миллиона зрителей.

## Награды
За создание фильма авторы сценария Михаил Вольпин и Николай Эрдман, режиссёр Константин Юдин, оператор Игорь Гелейн, актёры Сергей Гурзо и Алексей Грибов в 1951 году были удостоены Сталинской премии второй степени в области литературы и искусства.